# Décès en novembre 1969
Décès
- 1965
- 1966
- 1967
- 1968
- 1969
- 1970
- 1971
- 1972
- 1973

Pour une information complémentaire, voir la page d'aide.

| Date        | Nom             | Pays              | Activités               | Âge | Source |
| ----------- | --------------- | ----------------- | ----------------------- | --- | ------ |
| 29 novembre | Diamond Jenness | Drapeau du Canada | Anthropologue canadien. | 83  |        |